# Дмитрієвка (Александровський район)
Дми́трієвка (рос. Дмитриевка) — село у складі Александровського району Оренбурзької області, Росія.

## Населення
Населення — 291 особа (2010; 392 у 2002).
Національний склад (станом на 2002 рік):
- росіяни — 85 %